# Eleições presidenciais portuguesas de 2006 no distrito de Portalegre
| Eleições presidenciais portuguesas de 2006 Distritos: Aveiro \| Beja \| Braga \| Bragança \| Castelo Branco \| Coimbra \| Évora \| Faro \| Guarda \| Leiria \| Lisboa \| Portalegre \| Porto \| Santarém \| Setúbal \| Viana do Castelo \| Vila Real \| Viseu \| Açores \| Madeira \| Estrangeiro |

## Resultados por Concelho
Os resultados nos concelhos do Distrito de Portalegre foram os seguintes:

### Alter do Chão
| Candidato               | Candidato               | Votos | %               |
| ----------------------- | ----------------------- | ----- | --------------- |
|                         | Aníbal Cavaco Silva     | 813   | 39,93 / 100,00  |
|                         | Manuel Alegre           | 435   | 21,37 / 100,00  |
|                         | Jerónimo de Sousa       | 380   | 18,66 / 100,00  |
|                         | Mário Soares            | 329   | 16,16 / 100,00  |
|                         | Francisco Louçã         | 75    | 3,68 / 100,00   |
|                         | Garcia Pereira          | 4     | 0,20 / 100,00   |
| Votos Inválidos         | Votos Inválidos         | 44    | 2,12 / 100,00   |
| Total                   | Total                   | 2 080 | 100,00 / 100,00 |
| Eleitorado/Participação | Eleitorado/Participação | 3 399 | 61,19 / 100,00  |

| Freguesia     | %     | %     | %     | %     | %    | %    | Votantes |
| Freguesia     | ACS   | MA    | JDS   | MS    | FL   | GP   | Votantes |
| ------------- | ----- | ----- | ----- | ----- | ---- | ---- | -------- |
| Alter do Chão | 47,36 | 23,22 | 11,24 | 14,05 | 3,97 | 0,17 | 1 242    |
| Chancelaria   | 36,25 | 19,03 | 22,96 | 18,13 | 3,32 | 0,30 | 336      |
| Cunheira      | 28,69 | 16,39 | 24,18 | 26,23 | 4,10 | 0,41 | 246      |
| Seda          | 19,92 | 20,32 | 43,43 | 13,94 | 2,39 | 0    | 256      |
| Alter do Chão | 39,93 | 21,37 | 18,66 | 16,16 | 3,68 | 0,20 | 2 080    |

### Arronches
| Candidato               | Candidato               | Votos | %               |
| ----------------------- | ----------------------- | ----- | --------------- |
|                         | Aníbal Cavaco Silva     | 752   | 42,90 / 100,00  |
|                         | Manuel Alegre           | 441   | 25,16 / 100,00  |
|                         | Mário Soares            | 290   | 16,54 / 100,00  |
|                         | Jerónimo de Sousa       | 217   | 12,38 / 100,00  |
|                         | Francisco Louçã         | 45    | 2,57 / 100,00   |
|                         | Garcia Pereira          | 8     | 0,46 / 100,00   |
| Votos Inválidos         | Votos Inválidos         | 26    | 1,47 / 100,00   |
| Total                   | Total                   | 1 779 | 100,00 / 100,00 |
| Eleitorado/Participação | Eleitorado/Participação | 2 901 | 61,32 / 100,00  |

| Freguesia | %     | %     | %     | %     | %    | %    | Votantes |
| Freguesia | ACS   | MA    | MS    | JDS   | FL   | GP   | Votantes |
| --------- | ----- | ----- | ----- | ----- | ---- | ---- | -------- |
| Assunção  | 40,21 | 25,71 | 14,61 | 15,68 | 3,41 | 0,39 | 1 043    |
| Esperança | 51,90 | 17,30 | 22,36 | 5,91  | 1,90 | 0,63 | 479      |
| Mosteiros | 36,90 | 37,70 | 13,49 | 11,11 | 0,40 | 0,40 | 257      |
| Arronches | 42,90 | 25,16 | 16,54 | 12,38 | 2,57 | 0,46 | 1 779    |

### Avis
| Candidato               | Candidato               | Votos | %               |
| ----------------------- | ----------------------- | ----- | --------------- |
|                         | Jerónimo de Sousa       | 1 258 | 42,69 / 100,00  |
|                         | Aníbal Cavaco Silva     | 675   | 22,90 / 100,00  |
|                         | Manuel Alegre           | 667   | 22,63 / 100,00  |
|                         | Mário Soares            | 271   | 9,20 / 100,00   |
|                         | Francisco Louçã         | 71    | 2,41 / 100,00   |
|                         | Garcia Pereira          | 5     | 0,17 / 100,00   |
| Votos Inválidos         | Votos Inválidos         | 36    | 1,21 / 100,00   |
| Total                   | Total                   | 2 983 | 100,00 / 100,00 |
| Eleitorado/Participação | Eleitorado/Participação | 4 232 | 70,49 / 100,00  |

| Freguesia         | %     | %     | %     | %     | %    | %    | Votantes |
| Freguesia         | JDS   | ACS   | MA    | MS    | FL   | GP   | Votantes |
| ----------------- | ----- | ----- | ----- | ----- | ---- | ---- | -------- |
| Alcôrrego         | 70,77 | 7,04  | 16,20 | 4,23  | 1,76 | 0    | 286      |
| Aldeia Velha      | 46,78 | 21,89 | 19,74 | 10,30 | 1,29 | 0    | 236      |
| Avis              | 36,96 | 24,41 | 27,47 | 8,00  | 2,96 | 0,20 | 1 025    |
| Benavila          | 42,53 | 21,35 | 17,26 | 16,19 | 2,49 | 0,18 | 570      |
| Ervedal           | 35,79 | 30,05 | 23,77 | 7,92  | 2,46 | 0    | 372      |
| Figueira e Barros | 45,69 | 22,41 | 25,43 | 5,60  | 0,86 | 0    | 232      |
| Maranhão          | 69,70 | 9,09  | 9,09  | 6,06  | 6,06 | 0    | 33       |
| Valongo           | 33,33 | 32,00 | 23,11 | 8,00  | 2,67 | 0,89 | 229      |
| Avis              | 42,69 | 22,90 | 22,63 | 9,20  | 2,41 | 0,17 | 2 983    |

### Campo Maior
| Candidato               | Candidato               | Votos | %               |
| ----------------------- | ----------------------- | ----- | --------------- |
|                         | Mário Soares            | 1 101 | 26,16 / 100,00  |
|                         | Manuel Alegre           | 1 072 | 25,48 / 100,00  |
|                         | Aníbal Cavaco Silva     | 997   | 23,69 / 100,00  |
|                         | Jerónimo de Sousa       | 855   | 20,32 / 100,00  |
|                         | Francisco Louçã         | 173   | 4,11 / 100,00   |
|                         | Garcia Pereira          | 10    | 0,24 / 100,00   |
| Votos Inválidos         | Votos Inválidos         | 55    | 1,29 / 100,00   |
| Total                   | Total                   | 4 263 | 100,00 / 100,00 |
| Eleitorado/Participação | Eleitorado/Participação | 7 081 | 60,20 / 100,00  |

| Freguesia                            | %     | %     | %     | %     | %    | %    | Votantes |
| Freguesia                            | MS    | MA    | ACS   | JDS   | FL   | GP   | Votantes |
| ------------------------------------ | ----- | ----- | ----- | ----- | ---- | ---- | -------- |
| Nossa Senhora da Expectação          | 24,84 | 24,84 | 27,60 | 17,97 | 4,48 | 0,26 | 1 947    |
| Nossa Senhora da Graça dos Degolados | 36,31 | 20,70 | 16,24 | 23,57 | 2,87 | 0,32 | 316      |
| São João Batista                     | 25,84 | 26,85 | 21,07 | 22,09 | 3,95 | 0,20 | 2 000    |
| Campo Maior                          | 26,16 | 25,48 | 23,69 | 20,32 | 4,11 | 0,24 | 4 263    |

### Castelo de Vide
| Candidato               | Candidato               | Votos | %               |
| ----------------------- | ----------------------- | ----- | --------------- |
|                         | Aníbal Cavaco Silva     | 898   | 44,68 / 100,00  |
|                         | Manuel Alegre           | 548   | 27,26 / 100,00  |
|                         | Mário Soares            | 287   | 14,28 / 100,00  |
|                         | Jerónimo de Sousa       | 171   | 8,51 / 100,00   |
|                         | Francisco Louçã         | 99    | 4,93 / 100,00   |
|                         | Garcia Pereira          | 7     | 0,35 / 100,00   |
| Votos Inválidos         | Votos Inválidos         | 37    | 1,81 / 100,00   |
| Total                   | Total                   | 2 047 | 100,00 / 100,00 |
| Eleitorado/Participação | Eleitorado/Participação | 3 208 | 63,81 / 100,00  |

| Freguesia                                | %     | %     | %     | %     | %    | %    | Votantes |
| Freguesia                                | ACS   | MA    | MS    | JDS   | FL   | GP   | Votantes |
| ---------------------------------------- | ----- | ----- | ----- | ----- | ---- | ---- | -------- |
| Nossa Senhora da Graça de Póvoa e Meadas | 28,30 | 33,52 | 16,76 | 16,76 | 4,67 | 0    | 373      |
| Santa Maria da Devesa                    | 46,71 | 26,54 | 13,58 | 7,41  | 5,35 | 0,41 | 987      |
| Santiago Maior                           | 59,91 | 19,83 | 10,78 | 4,31  | 4,74 | 0,43 | 234      |
| São João Baptista                        | 45,70 | 27,60 | 15,61 | 6,33  | 4,30 | 0,45 | 453      |
| Castelo de Vide                          | 44,68 | 27,26 | 14,28 | 8,51  | 4,93 | 0,35 | 2 047    |

### Crato
| Candidato               | Candidato               | Votos | %               |
| ----------------------- | ----------------------- | ----- | --------------- |
|                         | Aníbal Cavaco Silva     | 868   | 36,18 / 100,00  |
|                         | Manuel Alegre           | 584   | 24,34 / 100,00  |
|                         | Mário Soares            | 464   | 19,34 / 100,00  |
|                         | Jerónimo de Sousa       | 397   | 16,55 / 100,00  |
|                         | Francisco Louçã         | 78    | 3,25 / 100,00   |
|                         | Garcia Pereira          | 8     | 0,33 / 100,00   |
| Votos Inválidos         | Votos Inválidos         | 45    | 1,85 / 100,00   |
| Total                   | Total                   | 2 444 | 100,00 / 100,00 |
| Eleitorado/Participação | Eleitorado/Participação | 3 748 | 65,21 / 100,00  |

| Freguesia        | %     | %     | %     | %     | %    | %    | Votantes |
| Freguesia        | ACS   | MA    | MS    | JDS   | FL   | GP   | Votantes |
| ---------------- | ----- | ----- | ----- | ----- | ---- | ---- | -------- |
| Aldeia da Mata   | 37,54 | 25,96 | 14,39 | 19,30 | 1,40 | 1,40 | 288      |
| Crato e Mártires | 37,49 | 27,48 | 14,80 | 16,19 | 4,05 | 0    | 965      |
| Flor da Rosa     | 47,98 | 24,86 | 8,09  | 15,61 | 3,47 | 0    | 177      |
| Gáfete           | 32,11 | 19,97 | 28,12 | 16,45 | 2,88 | 0,48 | 636      |
| Monte da Pedra   | 31,55 | 33,50 | 18,45 | 14,56 | 1,94 | 0    | 207      |
| Vale do Peso     | 35,29 | 28,24 | 13,53 | 17,65 | 4,71 | 0,59 | 171      |
| Crato            | 36,18 | 24,34 | 19,34 | 16,55 | 3,25 | 0,33 | 2 444    |

### Elvas
| Candidato               | Candidato               | Votos  | %               |
| ----------------------- | ----------------------- | ------ | --------------- |
|                         | Aníbal Cavaco Silva     | 3 978  | 38,76 / 100,00  |
|                         | Manuel Alegre           | 2 728  | 26,58 / 100,00  |
|                         | Mário Soares            | 1 852  | 18,04 / 100,00  |
|                         | Jerónimo de Sousa       | 905    | 8,82 / 100,00   |
|                         | Francisco Louçã         | 759    | 7,39 / 100,00   |
|                         | Garcia Pereira          | 42     | 0,41 / 100,00   |
| Votos Inválidos         | Votos Inválidos         | 215    | 2,05 / 100,00   |
| Total                   | Total                   | 10 479 | 100,00 / 100,00 |
| Eleitorado/Participação | Eleitorado/Participação | 19 648 | 53,33 / 100,00  |

| Freguesia                         | %     | %     | %     | %     | %     | %    | Votantes |
| Freguesia                         | ACS   | MA    | MS    | JDS   | FL    | GP   | Votantes |
| --------------------------------- | ----- | ----- | ----- | ----- | ----- | ---- | -------- |
| Ajuda, Salvador e Santo Ildefonso | 34,57 | 26,80 | 20,33 | 9,98  | 8,13  | 0,18 | 552      |
| Alcáçova                          | 35,73 | 28,13 | 22,38 | 6,47  | 6,57  | 0,72 | 993      |
| Assunção                          | 51,47 | 22,93 | 14,06 | 4,46  | 6,80  | 0,27 | 3 377    |
| Barbacena                         | 36,26 | 21,98 | 15,38 | 18,68 | 6,59  | 1,10 | 366      |
| Caia e São Pedro                  | 31,46 | 27,56 | 22,81 | 9,17  | 8,60  | 0,40 | 1 783    |
| Santa Eulália                     | 32,90 | 31,26 | 16,04 | 15,38 | 3,93  | 0,49 | 620      |
| São Brás e São Lourenço           | 35,53 | 27,11 | 20,53 | 7,76  | 8,68  | 0,39 | 774      |
| São Vicente e Ventosa             | 25,62 | 35,81 | 21,21 | 5,79  | 11,29 | 0,28 | 365      |
| Terrugem                          | 27,61 | 30,83 | 16,22 | 17,69 | 7,10  | 0,54 | 775      |
| Vila Boim                         | 30,25 | 28,76 | 16,54 | 12,22 | 11,77 | 0,45 | 678      |
| Vila Fernando                     | 47,96 | 21,94 | 22,45 | 2,55  | 5,10  | 0    | 196      |
| Elvas                             | 38,76 | 26,58 | 18,04 | 8,32  | 7,39  | 0,41 | 10 479   |

### Fronteira
| Candidato               | Candidato               | Votos | %               |
| ----------------------- | ----------------------- | ----- | --------------- |
|                         | Aníbal Cavaco Silva     | 905   | 40,37 / 100,00  |
|                         | Manuel Alegre           | 472   | 21,05 / 100,00  |
|                         | Mário Soares            | 400   | 17,84 / 100,00  |
|                         | Jerónimo de Sousa       | 331   | 14,76 / 100,00  |
|                         | Francisco Louçã         | 127   | 5,66 / 100,00   |
|                         | Garcia Pereira          | 7     | 0,31 / 100,00   |
| Votos Inválidos         | Votos Inválidos         | 42    | 1,84 / 100,00   |
| Total                   | Total                   | 2 284 | 100,00 / 100,00 |
| Eleitorado/Participação | Eleitorado/Participação | 3 404 | 67,10 / 100,00  |

| Freguesia      | %     | %     | %     | %     | %    | %    | Votantes |
| Freguesia      | ACS   | MA    | MS    | JDS   | FL   | GP   | Votantes |
| -------------- | ----- | ----- | ----- | ----- | ---- | ---- | -------- |
| Cabeço de Vide | 37,14 | 22,38 | 12,54 | 21,59 | 6,03 | 0,32 | 637      |
| Fronteira      | 44,84 | 19,84 | 18,10 | 10,68 | 6,18 | 0,36 | 1 408    |
| São Saturnino  | 22,88 | 24,58 | 30,51 | 20,34 | 1,69 | 0    | 239      |
| Fronteira      | 40,37 | 21,05 | 17,84 | 14,76 | 5,66 | 0,31 | 2 284    |

### Gavião
| Candidato               | Candidato               | Votos | %               |
| ----------------------- | ----------------------- | ----- | --------------- |
|                         | Aníbal Cavaco Silva     | 771   | 29,03 / 100,00  |
|                         | Manuel Alegre           | 757   | 28,50 / 100,00  |
|                         | Mário Soares            | 617   | 23,23 / 100,00  |
|                         | Jerónimo de Sousa       | 371   | 13,97 / 100,00  |
|                         | Francisco Louçã         | 130   | 4,89 / 100,00   |
|                         | Garcia Pereira          | 10    | 0,38 / 100,00   |
| Votos Inválidos         | Votos Inválidos         | 44    | 1,63 / 100,00   |
| Total                   | Total                   | 2 700 | 100,00 / 100,00 |
| Eleitorado/Participação | Eleitorado/Participação | 4 384 | 61,59 / 100,00  |

| Freguesia | %     | %     | %     | %     | %    | %    | Votantes |
| Freguesia | ACS   | MA    | MS    | JDS   | FL   | GP   | Votantes |
| --------- | ----- | ----- | ----- | ----- | ---- | ---- | -------- |
| Atalaia   | 20,51 | 48,72 | 11,97 | 12,82 | 5,13 | 0,85 | 122      |
| Belver    | 22,24 | 28,90 | 33,27 | 12,17 | 3,42 | 0    | 540      |
| Comenda   | 23,82 | 23,99 | 17,23 | 27,87 | 6,25 | 0,84 | 600      |
| Gavião    | 36,95 | 29,50 | 19,96 | 8,55  | 4,61 | 0,44 | 924      |
| Margem    | 29,86 | 26,92 | 28,92 | 9,63  | 5,30 | 0    | 514      |
| Gavião    | 29,03 | 28,50 | 23,23 | 13,97 | 4,89 | 0,38 | 2 700    |

### Marvão
| Candidato               | Candidato               | Votos | %               |
| ----------------------- | ----------------------- | ----- | --------------- |
|                         | Aníbal Cavaco Silva     | 1 076 | 50,90 / 100,00  |
|                         | Manuel Alegre           | 486   | 22,99 / 100,00  |
|                         | Mário Soares            | 342   | 16,18 / 100,00  |
|                         | Jerónimo de Sousa       | 103   | 4,87 / 100,00   |
|                         | Francisco Louçã         | 100   | 4,73 / 100,00   |
|                         | Garcia Pereira          | 7     | 0,33 / 100,00   |
| Votos Inválidos         | Votos Inválidos         | 48    | 2,22 / 100,00   |
| Total                   | Total                   | 2 162 | 100,00 / 100,00 |
| Eleitorado/Participação | Eleitorado/Participação | 3 573 | 60,51 / 100,00  |

| Freguesia                | %     | %     | %     | %    | %    | %    | Votantes |
| Freguesia                | ACS   | MA    | MS    | JDS  | FL   | GP   | Votantes |
| ------------------------ | ----- | ----- | ----- | ---- | ---- | ---- | -------- |
| Beirã                    | 37,73 | 22,09 | 27,15 | 8,28 | 6,75 | 0    | 330      |
| Santa Maria de Marvão    | 60,38 | 22,64 | 9,81  | 2,26 | 4,91 | 0    | 273      |
| Santo António das Areias | 42,07 | 28,30 | 19,41 | 4,00 | 5,48 | 0,74 | 694      |
| São Salvador da Aramenha | 60,02 | 19,22 | 12,15 | 5,07 | 3,30 | 0,24 | 865      |
| Marvão                   | 50,90 | 22,99 | 16,18 | 4,87 | 4,73 | 0,33 | 2 162    |

### Monforte
| Candidato               | Candidato               | Votos | %               |
| ----------------------- | ----------------------- | ----- | --------------- |
|                         | Aníbal Cavaco Silva     | 591   | 31,50 / 100,00  |
|                         | Manuel Alegre           | 531   | 28,30 / 100,00  |
|                         | Jerónimo de Sousa       | 389   | 20,74 / 100,00  |
|                         | Mário Soares            | 296   | 15,78 / 100,00  |
|                         | Francisco Louçã         | 67    | 3,57 / 100,00   |
|                         | Garcia Pereira          | 2     | 0,11 / 100,00   |
| Votos Inválidos         | Votos Inválidos         | 23    | 1,21 / 100,00   |
| Total                   | Total                   | 1 899 | 100,00 / 100,00 |
| Eleitorado/Participação | Eleitorado/Participação | 2 954 | 64,29 / 100,00  |

| Freguesia    | %     | %     | %     | %     | %    | %    | Votantes |
| Freguesia    | ACS   | MA    | JDS   | MS    | FL   | GP   | Votantes |
| ------------ | ----- | ----- | ----- | ----- | ---- | ---- | -------- |
| Assumar      | 32,50 | 18,13 | 34,38 | 12,19 | 2,81 | 0    | 324      |
| Monforte     | 36,51 | 29,37 | 16,14 | 14,68 | 3,31 | 0    | 767      |
| Santo Aleixo | 25,98 | 35,86 | 19,77 | 13,33 | 4,83 | 0,23 | 440      |
| Vaiamonte    | 26,85 | 26,03 | 19,45 | 24,11 | 3,29 | 0,27 | 368      |
| Monforte     | 31,50 | 28,30 | 20,74 | 15,78 | 3,57 | 0,11 | 1 899    |

### Nisa
| Candidato               | Candidato               | Votos | %               |
| ----------------------- | ----------------------- | ----- | --------------- |
|                         | Aníbal Cavaco Silva     | 1 816 | 39,15 / 100,00  |
|                         | Manuel Alegre           | 1 194 | 25,74 / 100,00  |
|                         | Mário Soares            | 782   | 16,86 / 100,00  |
|                         | Jerónimo de Sousa       | 576   | 12,42 / 100,00  |
|                         | Francisco Louçã         | 233   | 5,02 / 100,00   |
|                         | Garcia Pereira          | 38    | 0,82 / 100,00   |
| Votos Inválidos         | Votos Inválidos         | 83    | 1,75 / 100,00   |
| Total                   | Total                   | 4 722 | 100,00 / 100,00 |
| Eleitorado/Participação | Eleitorado/Participação | 7 555 | 62,50 / 100,00  |

| Freguesia              | %     | %     | %     | %     | %    | %    | Votantes |
| Freguesia              | ACS   | MA    | MS    | JDS   | FL   | GP   | Votantes |
| ---------------------- | ----- | ----- | ----- | ----- | ---- | ---- | -------- |
| Alpalhão               | 52,96 | 25,37 | 14,32 | 8,94  | 3,29 | 0,13 | 771      |
| Amieira do Tejo        | 32,95 | 21,97 | 17,34 | 20,23 | 6,36 | 1,16 | 176      |
| Arez                   | 35,23 | 33,16 | 21,24 | 7,25  | 2,59 | 0,52 | 195      |
| Espírito Santo         | 43,13 | 28,75 | 12,68 | 9,11  | 5,63 | 0,71 | 1 150    |
| Montalvão              | 33,23 | 21,56 | 15,57 | 22,46 | 5,99 | 1,20 | 341      |
| Nossa Senhora da Graça | 35,26 | 32,71 | 9,83  | 14,00 | 7,13 | 1,08 | 756      |
| Santana                | 15,48 | 22,29 | 36,84 | 20,12 | 3,72 | 1,55 | 327      |
| São Matias             | 43,35 | 17,49 | 22,43 | 11,03 | 4,94 | 0,76 | 264      |
| São Simão              | 37,27 | 21,82 | 16,36 | 21,82 | 1,82 | 0,91 | 111      |
| Tolosa                 | 36,67 | 29,24 | 18,74 | 9,69  | 4,68 | 0,97 | 631      |
| Nisa                   | 39,15 | 25,74 | 16,86 | 12,42 | 5,02 | 0,82 | 4 722    |

### Ponte de Sôr
| Candidato               | Candidato               | Votos  | %               |
| ----------------------- | ----------------------- | ------ | --------------- |
|                         | Aníbal Cavaco Silva     | 2 966  | 32,93 / 100,00  |
|                         | Manuel Alegre           | 2 540  | 28,20 / 100,00  |
|                         | Jerónimo de Sousa       | 1 904  | 21,14 / 100,00  |
|                         | Mário Soares            | 1 135  | 12,60 / 100,00  |
|                         | Francisco Louçã         | 421    | 4,67 / 100,00   |
|                         | Garcia Pereira          | 40     | 0,44 / 100,00   |
| Votos Inválidos         | Votos Inválidos         | 120    | 1,31 / 100,00   |
| Total                   | Total                   | 9 126  | 100,00 / 100,00 |
| Eleitorado/Participação | Eleitorado/Participação | 15 356 | 59,43 / 100,00  |

| Freguesia      | %     | %     | %     | %     | %    | %    | Votantes |
| Freguesia      | ACS   | MA    | JDS   | MS    | FL   | GP   | Votantes |
| -------------- | ----- | ----- | ----- | ----- | ---- | ---- | -------- |
| Foros de Arrão | 17,66 | 23,23 | 44,42 | 9,67  | 4,28 | 0,74 | 545      |
| Galveias       | 38,43 | 19,08 | 25,03 | 9,61  | 7,17 | 0,68 | 747      |
| Longomel       | 18,83 | 35,94 | 20,82 | 16,98 | 6,76 | 0,66 | 761      |
| Montargil      | 31,64 | 21,52 | 35,44 | 8,90  | 2,08 | 0,43 | 1 410    |
| Ponte de Sor   | 39,51 | 29,79 | 12,23 | 13,27 | 4,91 | 0,28 | 4 288    |
| Tramaga        | 20,11 | 37,14 | 21,54 | 15,38 | 5,16 | 0,66 | 919      |
| Vale de Açor   | 34,07 | 23,89 | 25,88 | 13,27 | 2,43 | 0,44 | 456      |
| Ponte de Sor   | 32,93 | 28,20 | 21,14 | 12,60 | 4,67 | 0,44 | 9 126    |

### Portalegre
| Candidato               | Candidato               | Votos  | %               |
| ----------------------- | ----------------------- | ------ | --------------- |
|                         | Aníbal Cavaco Silva     | 6 201  | 45,32 / 100,00  |
|                         | Manuel Alegre           | 4 097  | 29,94 / 100,00  |
|                         | Mário Soares            | 2 055  | 15,02 / 100,00  |
|                         | Jerónimo de Sousa       | 808    | 5,91 / 100,00   |
|                         | Francisco Louçã         | 476    | 3,48 / 100,00   |
|                         | Garcia Pereira          | 46     | 0,34 / 100,00   |
| Votos Inválidos         | Votos Inválidos         | 279    | 2,00 / 100,00   |
| Total                   | Total                   | 13 962 | 100,00 / 100,00 |
| Eleitorado/Participação | Eleitorado/Participação | 22 103 | 63,17 / 100,00  |

| Freguesia       | %     | %     | %     | %     | %    | %    | Votantes |
| Freguesia       | ACS   | MA    | MS    | JDS   | FL   | GP   | Votantes |
| --------------- | ----- | ----- | ----- | ----- | ---- | ---- | -------- |
| Alagoa          | 56,00 | 19,75 | 17,50 | 2,50  | 3,75 | 0,50 | 410      |
| Alegrete        | 53,09 | 24,45 | 16,82 | 2,91  | 2,00 | 0,73 | 1 118    |
| Carreiras       | 63,37 | 19,79 | 11,76 | 2,67  | 2,41 | 0    | 386      |
| Fortios         | 38,49 | 31,99 | 13,93 | 11,97 | 3,10 | 0,52 | 988      |
| Reguengo        | 55,47 | 22,38 | 16,06 | 4,38  | 1,46 | 0,24 | 419      |
| Ribeira de Nisa | 46,59 | 31,25 | 16,48 | 2,27  | 3,27 | 0,14 | 723      |
| São Julião      | 70,07 | 11,56 | 14,63 | 2,72  | 1,02 | 0    | 301      |
| São Lourenço    | 53,05 | 27,36 | 12,36 | 4,18  | 2,65 | 0,40 | 3 329    |
| Sé              | 37,20 | 34,82 | 15,41 | 7,60  | 4,74 | 0,22 | 5 144    |
| Urra            | 36,56 | 32,97 | 19,27 | 6,99  | 3,76 | 0,45 | 1 144    |
| Portalegre      | 45,32 | 29,94 | 15,02 | 5,91  | 3,48 | 0,34 | 13 962   |

### Sousel
| Candidato               | Candidato               | Votos | %               |
| ----------------------- | ----------------------- | ----- | --------------- |
|                         | Aníbal Cavaco Silva     | 1 237 | 39,89 / 100,00  |
|                         | Jerónimo de Sousa       | 690   | 22,25 / 100,00  |
|                         | Manuel Alegre           | 632   | 20,38 / 100,00  |
|                         | Mário Soares            | 388   | 12,51 / 100,00  |
|                         | Francisco Louçã         | 134   | 4,32 / 100,00   |
|                         | Garcia Pereira          | 20    | 0,64 / 100,00   |
| Votos Inválidos         | Votos Inválidos         | 48    | 1,52 / 100,00   |
| Total                   | Total                   | 3 149 | 100,00 / 100,00 |
| Eleitorado/Participação | Eleitorado/Participação | 4 847 | 64,97 / 100,00  |

| Freguesia   | %     | %     | %     | %     | %    | %    | Votantes |
| Freguesia   | ACS   | JDS   | MA    | MS    | FL   | GP   | Votantes |
| ----------- | ----- | ----- | ----- | ----- | ---- | ---- | -------- |
| Cano        | 40,86 | 17,90 | 21,79 | 13,62 | 5,06 | 0,78 | 781      |
| Casa Branca | 31,11 | 32,04 | 21,76 | 8,81  | 5,47 | 0,80 | 764      |
| Santo Amaro | 36,95 | 16,86 | 18,94 | 22,86 | 3,23 | 1,15 | 437      |
| Sousel      | 46,08 | 20,82 | 19,08 | 10,28 | 3,48 | 0,26 | 1 167    |
| Sousel      | 39,89 | 22,25 | 20,38 | 12,51 | 4,32 | 0,64 | 3 149    |